# Antoine Hervier
Antoine Hervier (* 1971 in Châtellerault) ist ein französischer Jazzmusiker (Piano, Orgel).

## Leben und Wirken
Hervier begann im Alter von 5 Jahren mit klassischem Klavierunterricht zunächst an der Musikschule in Châtellerault, um dann am Conservatoire National de Région in Tours zu studieren. Er entdeckte den Jazz und erhielt zunächst eine Unterweisung am Jazz-Piano durch Manolo Gonzales in Poitiers, dann am Centre d’informations musicales in Paris durch Samy Abenaîm, Jean Claude Fohrenbach und Ernesto Tito Puentes. Er besuchte mehrere nationale und internationale Kurse und lernte Didier Lockwood kennen.
Seit 1993 ist Hervier als professioneller Musiker tätig, zunächst als Schüler von Maurice Vander, in dessen Band er spielte. Er perfektionierte seine Fähigkeiten bei Hervé Sellin und Laurent de Wilde und arbeitete mit Mina Agossi, Pierre Michelot, Philippe Combelle und Hervé Meschinet.
1996 gründete Hervier sein Trio, in dem er mit Guillaume Souriau am Kontrabass und Vincent Frade am Schlagzeug arbeitet. 1998 wurde er Mitglied der Big Band Michel Delage Jazz Company. 2001 nahm er sein erstes Album unter eigenem Namen My Queen of Heart im Trio mit Guillaume Souriau und Sangoma Everett auf. 2003 erweiterte er sein Trio um die Saxophonistin Géraldine Laurent; er konzentrierte sich vorübergehend auf die Hammondorgel. Seit 2007 gehörte er auch zur Combo von Costel Nitescu.
2010 nahm er unter dem Titel Juste à l'heure ein weiteres Album mit seinem Trio sowie auf einigen Titeln mit Géraldine Laurent und Costel Nitescu auf. Weiterhin begleitete er Maxime Plisson und Johnny Griffin. Er trat auch mit Fiona Monbet, Marcel Azzola, Marc Fosset, Christian Escoudé, Nicolas Folmer, André Ceccarelli, François Laizeau und Anne Ducros auf. Tom Lord verzeichnet 7 Aufnahmesitzungen zwischen 1982 und 2018.